# سپاه هوایی بریتانیا
سپاه هوایی بریتانیا بازوی هوایی نیروی زمینی بریتانیا تا پایان جنگ جهانی اول بود و روز ۱ آوریل ۱۹۱۸ با خدمات هوایی دریایی پادشاهی بریتانیا ادغام شد و نیروی هوایی پادشاهی بریتانیا را تشکیل داد. اوایل جنگ سپاه هوایی از نیروی زمینی بریتانیا با شناسایی هوایی پشتیبانی می کرد. این کار به تدریج منجر به درگیری خلبانان این نیرو در نبردهای هوایی با خلبانان آلمانی و بعداً به گلوله بستن پیاده‌نظام و پناهگاه و بمباران پایگاه‌های هوایی آلمان و بعدها بمباران راهبردی تاسیسات صنعتی و ترابری آلمان شد.

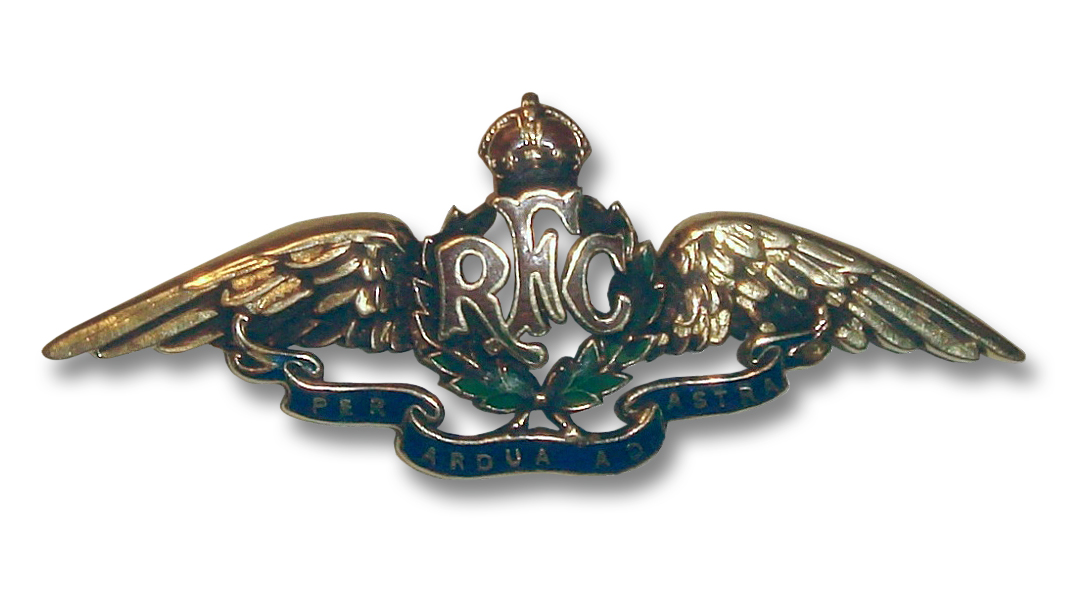
نشان روی کلاه سپاه هوایی بریتانی

در آغاز جنگ جهانی اول فرماندهی سپاه هوایی بریتانیا سرتیپ سر دیوید هندرسن بود. این سپاه شامل پنج اسکادران - یک اسکادران بالن دیدبانی و چهار اسکادران هواپیمایی- می‌شد. از این تجهیزات برای نخستین بار در ۱۳ سپتامبر ۱۹۱۴ برای اکتشاف و دیدبانی هوایی به کار برده شد. ولی زمانی این تجهیزات کارآیی پیدا کرد که از تاریخ ۹ مه ۱۹۱۵ در نبرد دوم آرتوا همراه با مخابرات بی‌سیم به کار گرفته شد. عکس‌برداری هوایی برای نخستین بار در سال ۱۹۱۴ انجام شد، ولی در واقع از سال ۱۹۱۵ این عملیات کارآیی پیدا کرد. تا سال ۱۹۱۸ تصاویر عکاسی می‌توانست از ارتفاع ۱۵٬۰۰۰ پایی گرفته شود و به وسیلهٔ بیش از ۳۰۰۰ پرسنل تفسیر گردد. چتر نجات برای خلبانان این سپاه در دسترس نبود و نیروی هوایی بریتانیا نیز تا پایان جنگ به چترنجات دسترسی نداشت گرچه چتر نجات کالثروپ گاردین انجل در سال ۱۹۱۶ اختراع شد، ولی رسماً پس از پایان جنگ به کار گرفته شد. چتر نجات را فقط سرنشینان بالن از سال ۱۹۱۵ به بعد به کار می‌بردند.

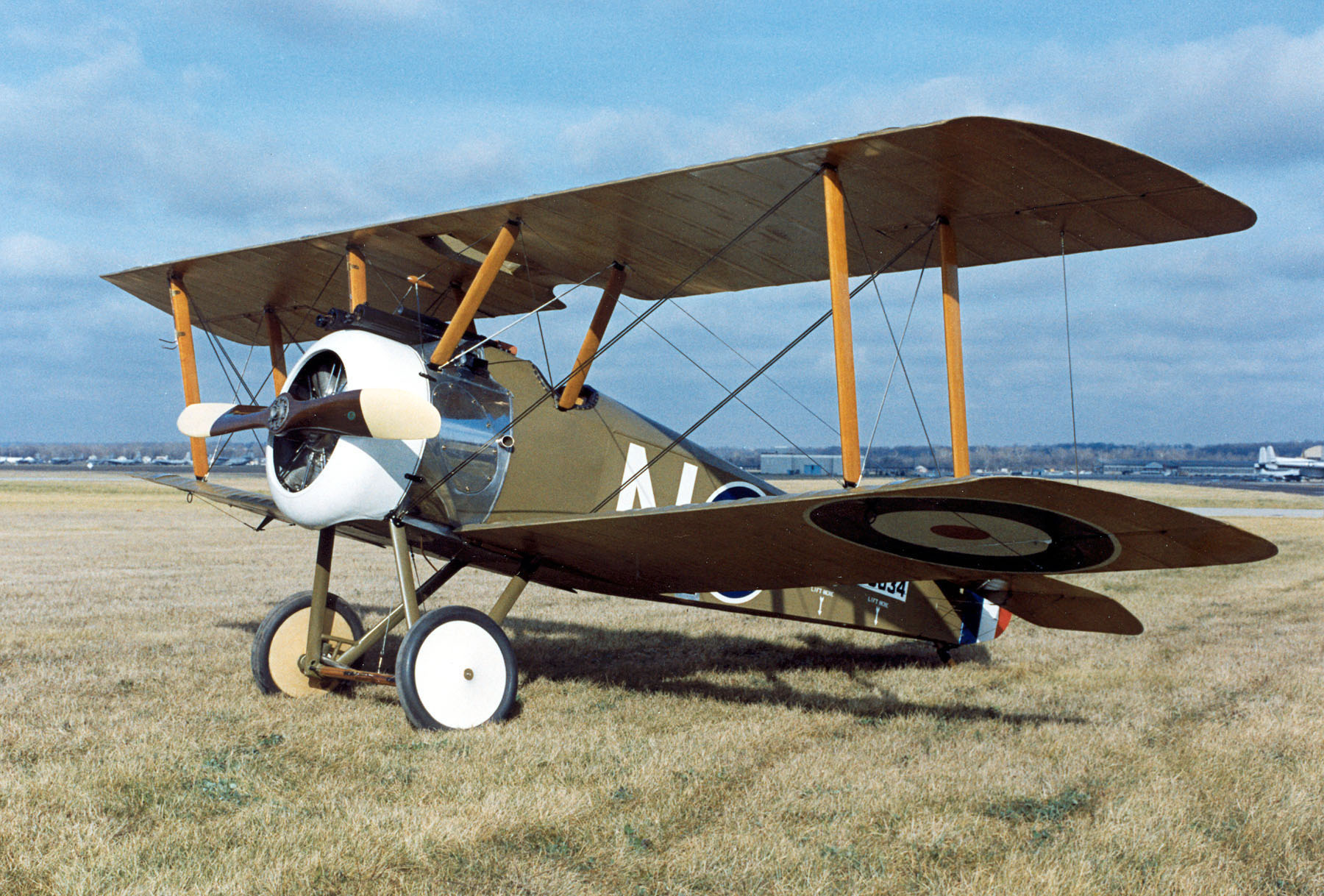
ساپویذ کمل

در ۱۷ اوت ۱۹۱۷ ژنرال آفریقای جنوبی یان اسموتس گزارشی دربارهٔ آیندهٔ توان هوایی به شورای جنگ ارائه داد. از آنجایی که توان هوایی پتانسیل نابود کردن زمین‌های دشمن و از میان بردن مراکز پرجمعیت و صنعتی را در ابعاد گسترده داشت او توصیه نمود که خدمات هوایی به موازات نیروی زمینی و نیروی دریایی تشکیل شود. این نیروی جدید بیش از همه می‌توانست افراد و تجهیزات بی استفادهٔ خدمات هوایی دریایی پادشاهی بریتانیا را برای عملیات در جبههٔ غرب در دسترس قرار دهد و به رقابت بین بخش‌های مختلف نیروها که تاثیر نامطلوبی بر فراهم کردن هواپیماها می‌نمود پایان دهد. در تاریخ یکم آوریل ۱۹۱۸ سپاه هوایی بریتانیا و خدمات هوایی دریایی پادشاهی بریتانیا با هم ادغام شدند و نیروی هوایی پادشاهی بریتانیا را پدید آوردند. نیروی هوایی بریتانیا زیر نظر وزارتخانهٔ جدید، وزارت هوایی، قرار گرفت. سپاه هوایی بریتانیا در سال ۱۹۱۴ دارای ۲۰۷۳ پرسنل بود، ولی پس از ادغام و پدید آمدن نیروی هوایی بریتانیا این نیرو در آغاز سال ۱۹۱۹ دارای ۴۰۰۰ هواپیمای جنگی و ۱۱۴٬۰۰۰ پرسنل و تقریباً ۱۵۰ اسکاردان شد.

## بنیانگذاری
با افزایش شناخت پتانسیل‌های هواپیما برای شناسایی و دیدبانی مقرون به صرفه کمیته دفاع پادشاهی بریتانیا در نوامبر ۱۹۱۱ یک زیرکمیته برای بررسی مسئلهٔ هوانوردی نظامی تشکیل شد. در تاریخ ۲۸ فوریه ۱۹۱۲ زیرکمیته یافته‌های خود را گزارش داد و بر پایهٔ این یافته‌ها پیشنهاد کرد که یک سپاه هوایی بر پا شود که این سپاه شامل رستهٔ دریایی، رستهٔ نظامی، یک مدرسهٔ مرکزی پرواز و یک کارخانهٔ هواپیماسازی باشد. پیشنهاد کمیته در تاریخ ۱۳ آوریل ۱۹۱۲ پذیرفته شد و با امضای جرج پنجم پادشاه بریتانیا سپاه هوایی بریتانیا پدید آمد. یک ماه بعد در ۱۳ مه گردان هوایی مهندسان پادشاهی بریتانیا رستهٔ نظامی سپاه هوایی شد.
توان اولیهٔ سپاه هوایی بریتانیا ۱۳۳ افسر بود تا پایان آن سال دارای ۱۲ بالن سرنشین دار و ۳۶ هواپیما بود. مسئولیت سپاه هوایی بریتانیا در آغاز با سرتیپ هندرسن، رئیس آموزش نظامی بود. این مکان دارای شاخه‌های جداگانهٔ نیروی زمینی و نیروی دریایی بود. سرگرد فریدریک سایکس فرماندهی رستهٔ نظامی و فرمانده چارلز رامنی سمسون فرماندهی رستهٔ دریایی را بر عهده داشت. رستهٔ دریایی با اولویت‌هایی متفاوت از رستهٔ نظامی که می‌خواست کنترل بیشتری بر روی هواپیماهایش داشته باشد از رستهٔ زمینی جدا شده و در تاریخ یکم ژوئیهٔ ۱۹۱۴ به خدمات هوایی دریایی پادشاهی بریتانیا تغییر نام داد، ولی مدرسهٔ مرکزی پرواز این دو رسته همچنیان مشترک باقی ماند.
نخستین سانحهٔ مرگبار سپاه هوایی بریتانیا در تاریخ ۵ ژوئیهٔ ۱۹۱۲ در نزدیکی استون‌هنج در دشت سالیسبری روی داد که منجر به کشته شدن سروان یوستیس لورن و دیدبانش گروهبان ویلسون شد. این هواپیما از فرودگاه لارکهیل به در آمده بود.
در اوت ۱۹۱۲ ستوان ویلفرد پارک نخستین هوانوردی بود که از یک سانحهٔ سقوط مارپیچی جان سالم به در برد. هواپیمای دوبالهٔ آورو تایپ جی او در این سانحه از ارتفاع ۷۰۰ پایی از سطح زمین در لارکهیل سقوط مارپیچی کرد. چهار ماه بعد در یازدهم دسامبر ۱۹۱۲ ویلفرید پارک هنگامی که با هواپیمای تک بالهٔ هندلی پیج از هندن به اکسفورد در حال پرواز بود دوباره سانحه دید و کشته شد

## هواپیماها

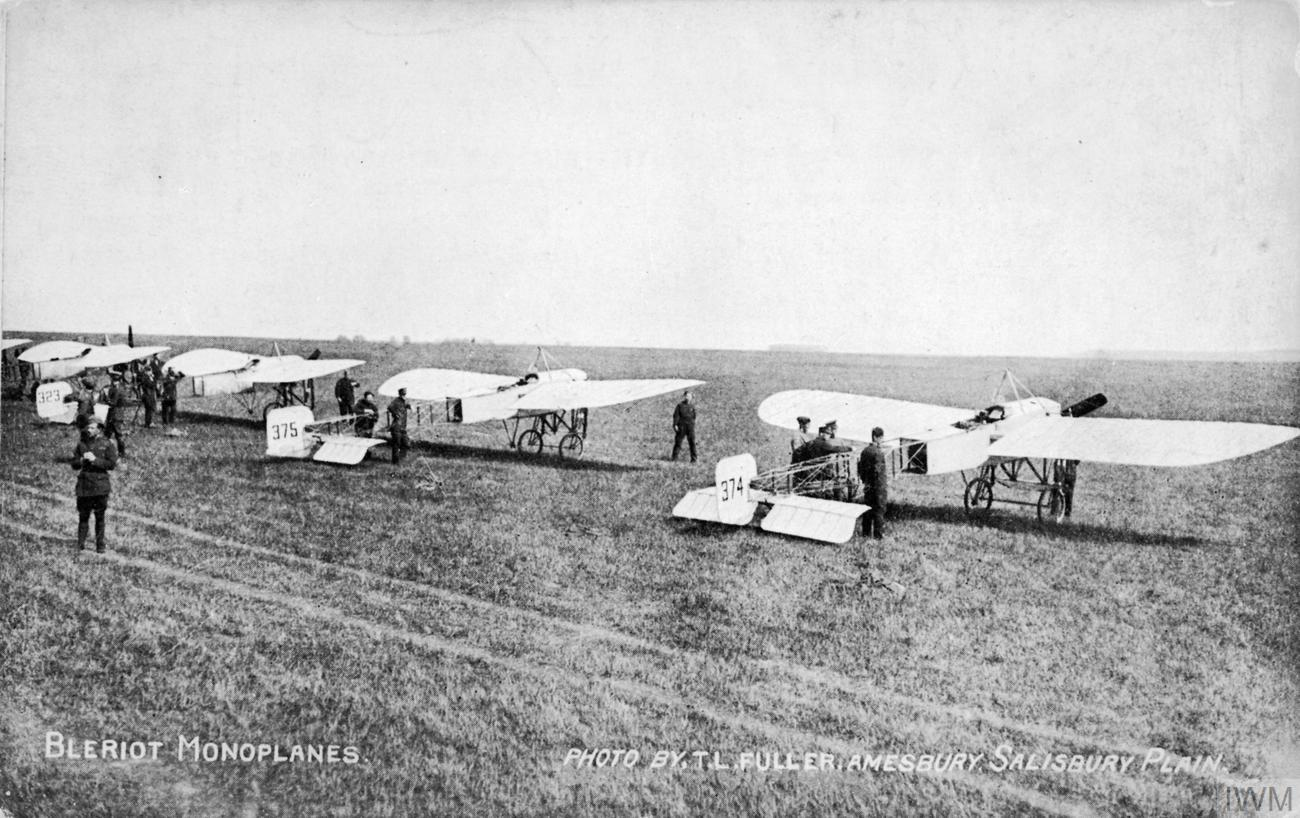
هواپیمای تک بالهٔ بلریو ۱۱ متعلق به سپاه هوایی بریتانیا در نذریون، سال ۱۹۱۴

هواپیماهایی که به وسیلهٔ سپاه هوایی بریتانیا به کار گرفته می‌شدند عبارت بودند از:
- ایرکو دی اچ.۲، ایرکو دی اچ.۴، ایرکو دی اچ.۵، ایرکو دی اچ.۶ و ایرکو دی اچ.۹
- آرمسترانگ-ویتفورث اف.کی.۸
- آورو ۵۰۴
- جنگندهٔ تک سرنشینهٔ بریستول اسکات و دوسرنشینهٔ اف۲ای و اف۲بی
- هندلی پیج تایپ او
- مارتینساید جی.۱۰۰
- هواپیمای دوبالهٔ موران-سولنیه بولت ان
- نیپور ۱۷، نیپور ۲۴، نیپور ۲۷
- رویال ایرکرفت فکتوری بی.ئی.۲ای، بی.ئی.۲بی، بی.ئی.۲سی، بی.ئی.۲ئی، بی.ئی.۱۲، اف.ئی.۲بی، اف.ئی.۸، آر.ئی.۸، اس.ئی.۵ای
- ساپویذ اوییشن ½۱ استراتر، ساپویذ پاپ،ساپویذ ترایپلین، ساپویذ کمل، ساپویذ دلفین
- اسپاد اس.۷
- ویکرز اف.بی.۵